# Ann Winsborn
Ann Charlotte Winsborn (Malmö, 1981. július 5. –) Stockholm Culture Díjas svéd énekesnő, színésznő, dalszerző, zenei rendező és médiaszemélyiség.

## Élete
Malmőben született. Zenei pályafutását 2002-ben kezdte, amikor megjelent debütáló kislemeze, az Everything I Do. Még ugyanabban az évben megjelent második kislemeze Be The One címmel. Első stúdióalbuma Everything I Am címmel 2003-ban jelent meg, rajta a harmadik kislemezzel, a részben francia nyelvű Je n’ai pas compris-val. A dal különösen népszerűvé vált Lengyelországban, ahol az év egyik legtöbbet játszott slágere lett, az album pedig aranylemez lett az országban.
Második nagylemeze Pink-Collar-Crime címmel 2005-ben látott napvilágot. Az album legismertebb dala a La La Love on My Mind, amelyet Bobby Ljunggren és Ingela Forsman írtak. A dalhoz készült egy kínai nyelvű változat is La la ai (拉拉爱) címmel, melyet Shao Yuhan (邵雨涵) adott elő.
Zenei stílusában gyakran vegyíti az angolt, a franciát és olykor a svédet is. A Je n’ai pas compris és a Pink-Collar-Crime albumon is hallhatók francia nyelvű részek, míg 2012-ben egy teljesen svéd nyelvű dalt adott ki Kärlekens makt címmel.
Hosszabb szünet után, 2020. május 9-én tért vissza a Solen dansar i ditt hår című kislemezzel, amely nyolc évvel az utolsó dala és tizenöt évvel utolsó albuma megjelenése után készült el.
2025-ben újabb jelentős mérföldkőhöz érkezett, amikor kiadta Out című dalát, amelyben a világhírű jamaciai-amerikai rapper, Busta Rhymes is közreműködött. A dalt Dominic Bugatti hangszerelte, aki korábban olyan művészekkel dolgozott együtt, mint Quincy Jones, Arif Mardin, Giorgio Moroder, Gus Dudgeon, Christopher Neil, Shel Talmy, Chris Blackwell, Daft Punk és will.i.am. Még ugyanebben az évben elnyerte a rangos Stockholm Culture Díjat.

## Diszkográfia

### Albumok
- Everything I Am (2003)[11]
- Pink-Collar-Crime (2005)[1]

### Kislemezek
- Everything I Do (2002)[11]
- Be The One (2002)[11]
- Je n’ai pas compris (2003)[11]
- La La Love on My Mind (2005)[11]
- Kärlekens makt (2012)[11]
- Solen dansar i ditt hår (2020)[11]
- Out (feat. Busta Rhymes) (2025)[11]

## Díjak és elismerések
- Stockholm Culture Díj (2025)[3]